# QuelleEnergie.fr
QuelleEnergie.fr est un site Web français de conseil en rénovation énergétique créé en 2008 et appartenant au groupe Effy. L'entreprise propose un service de simulation d'économies d'énergie et de mise en relation avec des professionnels de la rénovation énergétique.

## Historique
L'entreprise est fondée en mai 2008 par Antoine Châtelain et Julien Lestavel, avec pour objectif d'informer les propriétaires de maisons individuelles des possibilités d'économiser l'énergie (isolation, production photovoltaïque). 
En 2010, l'ADEME la référence dans son espace de conseil aux particuliers. Après deux ans d'existence, la société emploie quinze personnes et a établi 100 000 diagnostics énergétiques de l'habitat ; en mars 2011, elle aurait établi environ 170 000 diagnostics. En janvier 2015, le site franchit la barre des 900 000 diagnostics réalisés et affiche une fréquentation mensuelle de 400 000 visiteurs.
Après une première levée de fonds de 500 000 euros en janvier 2010, elle effectue une levée de fonds d'un million d'euros en mars 2011. 
En 2015, le site est racheté par le groupe Effy[réf. souhaitée]. 